# Cazaquistão no Festival Eurovisão da Canção Júnior
O Cazaquistão participou do Festival Eurovisão da Canção Júnior de 2018 a 2022. A Khabar Agency (KA), membro associado da European Broadcasting Union (EBU), é responsável pela participação do país no concurso. Como membro associado, a nação não pode se inscrever para participar por conta própria e exige um convite especial dos organizadores do concurso para participar de edições futuras. O melhor resultado do país até o momento é o segundo lugar, conquistado nos concursos de 2019 e 2020.

## História
A 25 de novembro de 2017, o Canal 31 do Cazaquistão revelou a sua intenção de participar no Festival Eurovisão da Canção Júnior 2018. Pedidos iniciais foram feitos a 22 de dezembro de 2017, tanto pelo Ministro da Cultura e Desportos do país, Arystanbek Mukhamediuly, como pelo Diretor-Geral do Canal 31, Bagdat Kodzhahmetov, para que o Cazaquistão se tornasse um membro da UER, com a esperança de participar de ambos os festivais: Festival Eurovisão da Canção e o Festival Eurovisão da Canção Júnior. Kodzhahmetov convidou Danelia Tuleshova, vencedora da quarta temporada da versão ucraniana de The Voice Kids, para fazer parte do processo de representação do Cazaquistão no Festival Eurovisão da Canção Júnior. No dia seguinte, no entanto, a UER fez uma declaração rejeitando a possibilidade de o Cazaquistão se tornar um membro ativo, devido ao fato do país não estar nem na Área Europeia de Radiodifusão, nem no Conselho da Europa.
Antes disso, o Cazaquistão havia enviado uma delegação para as edições de 2013 e 2017, transmitindo esta última ao vivo. O Canal 31 também declarou a sua intenção de transmissão das edições 2018 e 2019, enquanto a Khabar Agency tem sido um membro associado da União Europeia de Radiodifusão (UER), desde janeiro de 2016.
A 25 de julho de 2018, a emissora nacional Khabar Agency do Cazaquistão anunciou que faria a sua estreia no Festival Eurovisão da Canção Júnior de 2018 em Minsk, Bielorrússia. O país foi representado com canção "Òzińe sen" interpretada por Daneliya Tuleshova, classificando-se em 6º lugar, com 171 pontos.
Foi anunciado em 18 de julho de 2019 que o Cazaquistão participaria do concurso de 2019 em Gliwice. No final de julho de 2019, Yerzhan Maksim foi escolhido internamente como o segundo participante do Cazaquistão. Sua música, "Armanyńnan qalma", terminou em 2º lugar em um campo de 19 países, recebendo 227 pontos. O sucesso de Maksim se repetiu no concurso de 2020 em Varsóvia, onde Karakat Bashanova, com a música "Forever", ficou em 2º lugar com 152 pontos. O Cazaquistão foi representado no concurso de 2021 em Paris por Alinur Khamzin e Beknur Zhanibekuly com a música "Ertegı älemı (Fairy World)", que conseguiu alcançar mais um resultado top 10 para o país: 8º lugar recebendo 121 pontos. Em 2022, David Charlin representou o país em Yerevan com a música "Jer-Ana (Mother Earth)". Ele não conseguiu repetir o sucesso de seus antecessores e ficou em 15º lugar, recebendo 47 pontos. Este foi o pior resultado alcançado pelo Cazaquistão desde que entrou pela primeira vez na competição, e também a primeira vez que o país terminou fora do Top 10.
A 6 de junho de 2023, A Agência Khabar revelou que o Cazaquistão não participaria do Festival Eurovisão da Canção Júnior 2023, realizado em Nice, no entanto, a emissora mais tarde expressou esperança de retornar em 2024 em um comunicado de imprensa. Isso foi confirmado imediatamente após a final de 2023.

## Idiomas a concurso
| Idioma            | Vezes |
| ----------------- | ----- |
| Cazaque & inglês  | 4     |
| Cazaque & francês | 1     |

## Participação
Legenda
     Vencedor
     2.º lugar
     3.º lugar
     Pontuação Nula ("Null Points")/Último Lugar
     Melhor classificação (fora do top 3)
     Qualificação para a final (fora do top 3)
     País-anfitrião
     Desclassificado
| #                         | Ano           | Artista                             | Canção                                                                                                  | Tradução                       | Língua            | Final | Pontos |
| ------------------------- | ------------- | ----------------------------------- | --- | ------------------------------ | ----------------- | ----- | ------ |
| 1º                        | Minsk 2018    | Daneliya Tuleshova                  | "Òzińe sen" (Өзіңе сен) C:Ivan Lopukhov L:Artyom Kuz'menkov, Daneliya Tuleshova, Kamila Dairova         | Acredita em ti                 | Cazaque & Inglês  | 6º    | 171    |
| 2º                        | Gliwice 2019  | Yerzhan Maksim                      | "Armanyńnan qalma" (Арманыңнан қалма) C:Khamit Shangaliyev L:Aldabergenov Daniyar, Timur Balymbetov     | Não desperdices os teus sonhos | Cazaque & Inglês  | 2º    | 227    |
| 3º                        | Varsóvia 2020 | Karakat Bashanova                   | "Forever" C:Khamit Shangaliyev L:Abulkhair Adam, Yeleusiz Ardak                                         | Para sempre                    | Cazaque & Inglês  | 2º    | 152    |
| 4º                        | Paris 2021    | Alinur Khamzin & Beknur Zhanibekuly | "Ertegı älemı (Fairy World)" (Ертегі әлемі) C:Nurbolat Qanay L:Gabriel Boileau Cloutier, Nurbolat Qanay | Mundo justo                    | Cazaque & Francês | 8°    | 121    |
| 5º                        | Erevã 2022    | David Charlin                       | "Jer-Ana (Mother Earth)" (Жер-Ана) C:Khamit Shangaliyev L:Jordan Arakelyan, Serzhan Bakhitzhan          | Mãe Natureza                   | Cazaque & Inglês  | 15º   | 47     |
| Não participou desde 2022 |               |                                     | |                                |                   |       |        |

## Comentadores e porta-vozes
| Ano(s) | Canal     | Comentador                          | Porta-voz          | Ref.          |
| ------ | --------- | ----------------------------------- | ------------------ | ------------- |
| 2017   | Canal 31  | Desconhecido                        | Não participou     | [ 14 ]        |
| 2018   | Khabar 24 | Mahabbat Esen, Kaldybek Zhaisanbai  | Aruzhan Khafiz     | [ 15 ] [ 16 ] |
| 2019   | Khabar    | Mahabbat Esen, Kaldybek Zhaisanbai  | Aruzhan Khafiz     | [ 17 ]        |
| 2020   | Khabar    | Mahabbat Esen, Kaldybek Zhaisanbai  | Saniya Zholzhaksyn | [ 18 ]        |
| 2021   | Khabar    | Mahabbat Esen, Kaldybek Zhaisanbai  | Zere Kabdolla      | [ 19 ]        |
| 2022   | Khabar    | Yerdana Yerzhuanuly and Dinara Sadu | Alash              | [ 20 ]        |
| 2023   | Khabar    | Yerdana Yerzhuanuly and Dinara Sadu | Não participou     | [ 21 ] [ 22 ] |